# Joseph Winzheimer
Joseph Winzheimer (* 1. Februar 1807 in Iphofen; † 2. Juni 1897 ebenda) war ein deutscher Arzt und Politiker. Zwischen 1852 und 1855 war er Landtagsabgeordneter in der Kammer der Abgeordneten im Bayerischen Landtag.

## Leben und Wirken
Joseph Winzheimer wurde am 1. Februar 1807 in der fürstbischöflichen Amtsstadt Iphofen geboren. In den ersten Lebensjahren Winzheimers gelangte die Stadt unter bayerische Herrschaft und wurde Teil des Landgerichts Markt Bibart. Nach dem absolvierten Medizinstudium, das Winzheimer mit der Promotion zum Dr. med abschloss, wurde er königlicher Landgerichtsarzt im nahe Iphofen gelegenen Markt Einersheim. In Einersheim besaßen die Grafen von Rechteren-Limpurg noch ein eigenes Herrschaftsgericht, das erst 1848 aufgelöst wurde.
Am 23. März 1852 rückte der katholische Winzheimer für den verstorbenen Abgeordneten Georg Moritz Stöcker in den Bayerischen Landtag nach. Damit repräsentierte er den Wahlbezirk Neustadt an der Aisch/Mittelfranken. Über politische Positionen Winzheimers ist nichts bekannt, sein Vorgänger war dem altliberalen Spektrum zugetan und vertrat auch eine bauernfreundliche Politik. Winzheimer starb am 2. Juni 1897 in Iphofen, nachdem er 1855 den Landtag verlassen hatte.